# Condado de Centre
El condado de Centre (en inglés: Centre County) fundado en 1800 es uno de los 67 condados en el estado estadounidense de Pensilvania. En el 2010 el condado tenía una población de 153.990 habitantes en una densidad poblacional de 60 personas por km². La sede de condado es Bellefonte.

## Geografía
Según la Oficina del Censo, el condado tiene un área total de 2880 km² (1112,0 mi²), de la cual 2870 km² (1108,1 mi²) es tierra y 10 km² (3,9 mi²) (0.39 %) es agua.

### Condados adyacentes
- Condado de Clinton (norte)
- Condado de Union (este)
- Condado de Mifflin (sureste)
- Condado de Huntingdon (sur)
- Condado de Blair (sur)
- Condado de Clearfield (oeste)

## Demografía
Según el censo de 2000, habían 135,758 personas, 49,323 hogares y 28,508 familias residiendo en el condado. La densidad de población era de 47 hab./km². Había 53,161 viviendas con una densidad media de 19 viviendas/km². El 91.44 % de los habitantes eran blancos, el 2.61 % afroamericanos, el 0.14 % amerindios, el 3.96 % asiáticos, el 0.07 % isleños del Pacífico, el 0.74 % de otras razas y el 1.05 % pertenecía a dos o más razas. El 1.65 % de la población eran hispanos o latinos de cualquier raza.
Los ingresos medios por hogar en la localidad eran de $0 y los ingresos medios por familia eran $0. Los hombres tenían unos ingresos medios de $0 frente a los $0 para las mujeres. La renta per cápita para el condado era de $0. Alrededor del 0% de la población estaban por debajo del umbral de pobreza.

## Localidades

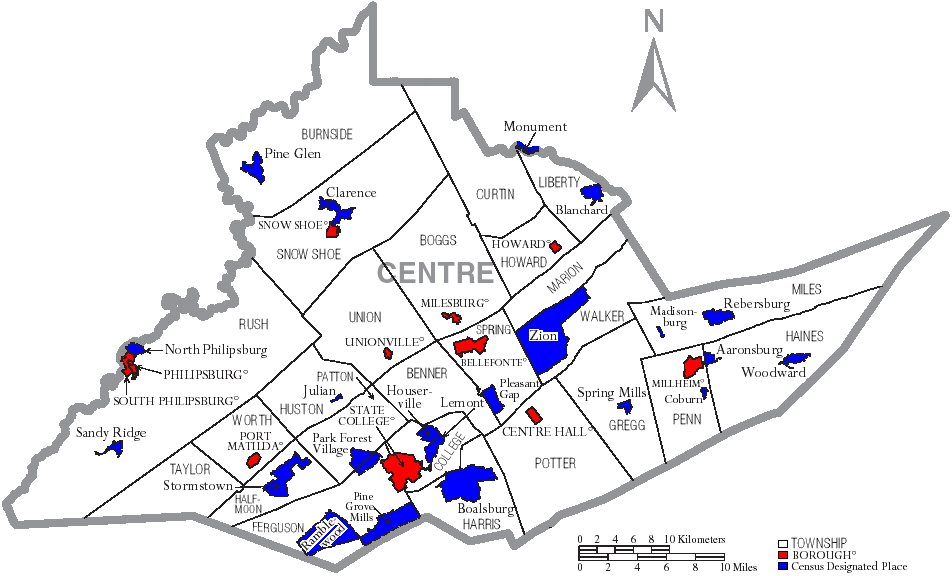
Localidades en el condado de Centre

### Boroughs
Bellefonte |
Centre Hall |
Howard |
Milesburg |
Millheim |
Philipsburg |
Port Matilda |
Snow Shoe |
State College |
Unionville 

### Municipios
Benner |
Boggs |
Burnside |
College |
Curtin |
Ferguson |
Gregg |
Haines |
Halfmoon |
Harris |
Howard |
Huston |
Liberty |
Marion |
Miles |
Patton |
Penn |
Potter |
Rush |
Snow Shoe |
Spring |
Taylor |
Union |
Walker |
Worth 

### Lugares designados por el censo
Aaronsburg |
Baileyville |
Blanchard |
Boalsburg |
Clarence |
Coburn |
Houserville |
Hublersburg |
Julian |
Lemont |
Madisonburg |
Mingoville |
Monument |
Mount Eagle |
North Philipsburg |
Nittany |
Orviston |
Park Forest Village |
Pine Glen |
Pine Grove Mills |
Pleasant Gap |
Ramblewood |
Rebersburg |
Sandy Ridge |
Spring Mills |
Stormstown |
Toftrees |
Woodward |
Zion 

### Áreas no incorporadas
Colyer |
Graysdale |
Gum Stump |
Ingleby |
Peru |
South Philipsburg |
Struble |
Tusseyville |
University Park 